# Rachid Benzine
Rachid Benzine, né le 5 janvier 1971 à Kénitra au Maroc, est un islamologue, politologue et enseignant franco-marocain,. Romancier et dramaturge, Rachid Benzine est une des figures importantes de l'islam libéral francophone.
Il est nommé au Comité consultatif national d'éthique pour les sciences de la vie et de la santé par décret du 14 mai 2025.

## Biographie

### Jeunesse et formation
Rachid Benzine, dont les parents sont issus de la campagne marocaine, naît en 1971 à Kénitra, où son père a fondé une éphémère petite école coranique ou d’apprentissage de la langue arabe dans un bidonville. Il arrive en France, à Trappes, à l'âge de sept ans. En 1985, il devient vice-président d'une association de jeunes, épaulé par un prêtre-ouvrier et des chrétiens. En 1996, Rachid Benzine devient champion de France de kick-boxing.
Il obtient un diplôme d'études approfondies en sciences politiques de l'université Paris-Descartes et une maîtrise en économie de l’université de Versailles – Saint-Quentin-en-Yvelines.

### Dialogue islamo-chrétien
Rachid Benzine devient islamologue après avoir été en contact avec le christianisme, 
Rachid Benzine accède à la notoriété en lançant avec le père Christian Delorme, le dialogue islamo-catholique aux Minguettes, dans la banlieue de Lyon, qui donne lieu à un livre, Nous avons tant de choses à nous dire, paru en 1998. Ce sont des catholiques qui donnent à Rachid Benzine envie de réfléchir sur la religion musulmane.

### Enseignement et édition
Il a été professeur de lycée. Il a enseigné à l'Institut d'études politiques d'Aix-en-Provence depuis 2005, dans le cadre du master « Religions et société », et a été chercheur associé à l'Observatoire du religieux créé par Bruno Étienne. Il a donné notamment des cours à l'université catholique de Louvain (UCL) et à la faculté de théologie protestante de Paris, où il est chercheur associé au Fonds Paul Ricœur. Il a publié un article, « Lire le Coran avec Paul Ricœur ».
Rachid Benzine a été codirecteur de la collection « Islam des lumières » aux éditions Albin Michel, qui publie des ouvrages sur la pensée musulmane libérale contemporaine. En 2004, il publie Les Nouveaux Penseurs de l'islam, dans lequel il présente des intellectuels musulmans qui préconisent une relecture du Coran à l'aune des sciences humaines.

### «Expliquer le Coran aux Bruxellois»
Rachid Benzine est régulièrement invité à Bruxelles, par des institutions subventionnées, pour propager sa lecture « peu commune » du Coran, notamment à des professeurs et éducateurs auprès de jeunes musulmans,.
En janvier 2016, le dramaturge et réalisateur Ismaël Saidi, le militant pour un « islam européen » Michaël Privot et Rachid Benzine reçoivent de la région de Bruxelles-Capitale un financement de 275 000 euros pour, entre autres, réaliser des « capsules vidéo » expliquant l'islam aux jeunes. La députée flamande du sp.a (parti socialiste flamand) Yamila Idrissi soutient l'entreprise, comme le ministre-président bruxellois, le socialiste francophone Rudi Vervoort. Mais Saidi, Privot et Benzine annoncent se retirer du projet.
Depuis 2019, il appartient au conseil scientifique de la DILCRAH.

### Liens avec le Maroc
En décembre 2019, il est désigné membre de la Commission spéciale sur le modèle de développement par le roi du Maroc. Quelques jours plus tard, le 27 décembre 2019, il prend position sur Twitter en faveur du journaliste marocain Omar Radi, arrêté et placé en détention pour un tweet considéré critique envers un magistrat chargé des procès en lien avec le Mouvement populaire du Rif.
Rachid Benzine est considéré par le journaliste Omar Brouksy, dans son livre-enquête La République de Sa Majesté ; France-Maroc, Liaisons dangereuses, (sur l'ingérence de la monarchie marocaine en France), comme un élément de l'influence du régime marocain dans l'Hexagone.

## Pensée
Rachid Benzine se situe dans la mouvance et l’esprit des coranistes et d'une approche historico-critique. Selon lui, les hadiths sont « issus de la tradition juridique ou totalement légendaires (...) malheureusement mis sur le même plan de validité que le Coran ». Et la sîra (biographie du prophète Mahomet) est une commande de la dynastie abbaside qui leur permet de légitimer leur dynastie à travers la valorisation de la figure prophétique qui commence déjà à se dé-tribaliser et à s'islamiser. Partisan de l'islam des Lumières, Rachid Benzine prône, face au défi que certaines pratiques de l'islam contemporain posent aux sociétés sécularisées, l'abandon de ces pratiques et une lecture « plus philosophique et allégorique » du Coran.

## Théâtre
Après la mise en lecture au théâtre en 2017 de son roman Lettres à Nour (jouée par le comédien Robin Renucci), le dramaturge Rachid Benzine met lui-même en scène sa pièce Pour en finir avec la question musulmane (2018), une production du théâtre de Liège. Jouée notamment par Jean-Claude Derudder et Ana Rodriguez.

## Publications
- Avec Christian Delorme, Nous avons tant de choses à nous dire, Paris, Albin Michel, 1998  (ISBN 2-226-10532-8)
- Les Nouveaux Penseurs de l'islam, Paris, Albin Michel, 2004  (ISBN 2-226-15180-X)
- avec F. Esack et J.-L. Bour, Coran, mode d'emploi, Paris, Albin Michel, 2004  (ISBN 2-226-15181-8)
- Jalons pour une herméneutique coranique (article)
- « Une lecture du Coran avec Paul Ricœur : de la révélation au texte révélateur », dans L'Homme capable : Autour de Paul Ricœur, Paris, PUF, Rue Descartes (hors série), 2006, 192 p., p. 109-116,  (ISBN 2130558968 et 9782130558965) (OCLC 493226087)
- (en) "Markers for reading the Koran in Between spaces", in Timmerman, Christiane, Leman, Johan, Roos, Hannelore, Segaert, Barbara (eds.), Christian and Muslim Minorities in Transition in Europe and the Middle East, Peter Lang, Bruxelles, 2009.
- Mohammed Arkoun (préf. Edgar Morin), La Construction humaine de l'islam : Entretien avec Rachid Benzine et Jean-Louis Schlegel, Paris, Albin Michel, 2012, 221 p. (ISBN 978-2-226-20900-9 et 222620900X, OCLC 787877527)
- Le Coran expliqué aux jeunes, Paris, Le Seuil, 2013, 199 p. (ISBN 978-2-02-087235-5 et 2020872358, OCLC 917163313) (traduit en Néerlandais: De Koran uitgelegd, Amsterdam, Amsterdam University Presse et Anvers-Rive Gauche, Halewijn, 2017)
- Avec Christian Delorme, La République, l'Église et l'Islam : une révolution française, Paris, Bayard, 2016
- Nour, pourquoi n'ai-je rien vu venir ?, Paris, Le Seuil, 2016, 96 p. (ISBN 978-2-02-134089-1)
- Avec Ismaël Saidi, Finalement, il y a quoi dans le Coran ?, La Boite à Pandore, Paris, 2017 (978-2875572646[28]).
- Wat staat er nu eigenlijk echt in de Koran?, Eik Uitgeverij, 2017.
- (de) Der Zorn der Feiglinge. Roman in Briefen. Trad. Regina Keil-Sagawe. Persona-Verlag, Mannheim 2017
- avec Delphine Horvilleur, Des mille et une façons d’être juif ou musulman, Seuil, 2017[29]
- avec Radouane Attiya, Édouard Delruelle, Guido Dierickx, Marie d'Udekem d'Acoz Gevers, Gérard Haddad, Virginie Larousse, Roland Lutz, Anne Morelli et Jacques Scheuer (sous la direction éditoriale de Manfred Peters), Les religions ; Terreau de violence ou source de paix ?, Presses universitaires de Namur, 2018[30]  (ISBN 2-870-37795-9)
- Ainsi parlait ma mère, Le Seuil, 2020[31]  (ISBN 9782021435092)
- Dans les yeux du ciel, Le Seuil, 2020  (ISBN 9782021433272)
- Voyage au bout de l'enfance, Le Seuil, 2022, sélection du Prix Marcel Pagnol 2022[32], prix Rosine Perrier 2023
- Les silences des pères, Le Seuil, 2023, 172 p.  (EAN 9782021477764)

## Décorations
- Le 22 août 2016, il est décoré commandeur de l'ordre du Ouissam Al Moukafâa Al Wataniya -ordre du Mérite national- par le roi Mohammed VI[33] ;
- Chevalier de l'ordre national du Mérite, Chevalier de l'Ordre national du Mérite (France)[34].

## Distinctions
- 2018 : Prix littéraire de la Conférence catholique des baptisé·e·s francophones (CCBF) décerné à la rabbin Delphine Horvilleur et à l’islamologue Rachid Benzine pour leur livre commun : Des mille et une façons d’être juif ou musulman[35].